# Jahnsbach
Jahnsbach ist ein Ortsteil der sächsischen Stadt Thum im Erzgebirgskreis.

## Geografie

### Lage
Jahnsbach liegt etwa 3,5 Kilometer nordwestlich von Ehrenfriedersdorf im Erzgebirge. Die Ortslage erstreckt sich über etwa 2 Kilometer entlang des Jahnsbach, welcher der Wilisch zu fließt. Im Osten geht die Ortslage fließend in die von Thum über. Südlich des Ortes grenzt der Geyersche Wald an die Flur.
Durch den Ort führen die Staatsstraße 233 Dorfchemnitz–Herold, sowie die in Thum querende Bundesstraße 95 Chemnitz–Oberwiesenthal. Über die Kreisstraße 7105 besteht zudem Anschluss an Geyer.

### Nachbarorte
| Auerbach    |                                             |                   |
| Hormersdorf | Kompassrose, die auf Nachbargemeinden zeigt | Thum              |
|             | Geyer                                       | Ehrenfriedersdorf |

## Geschichte

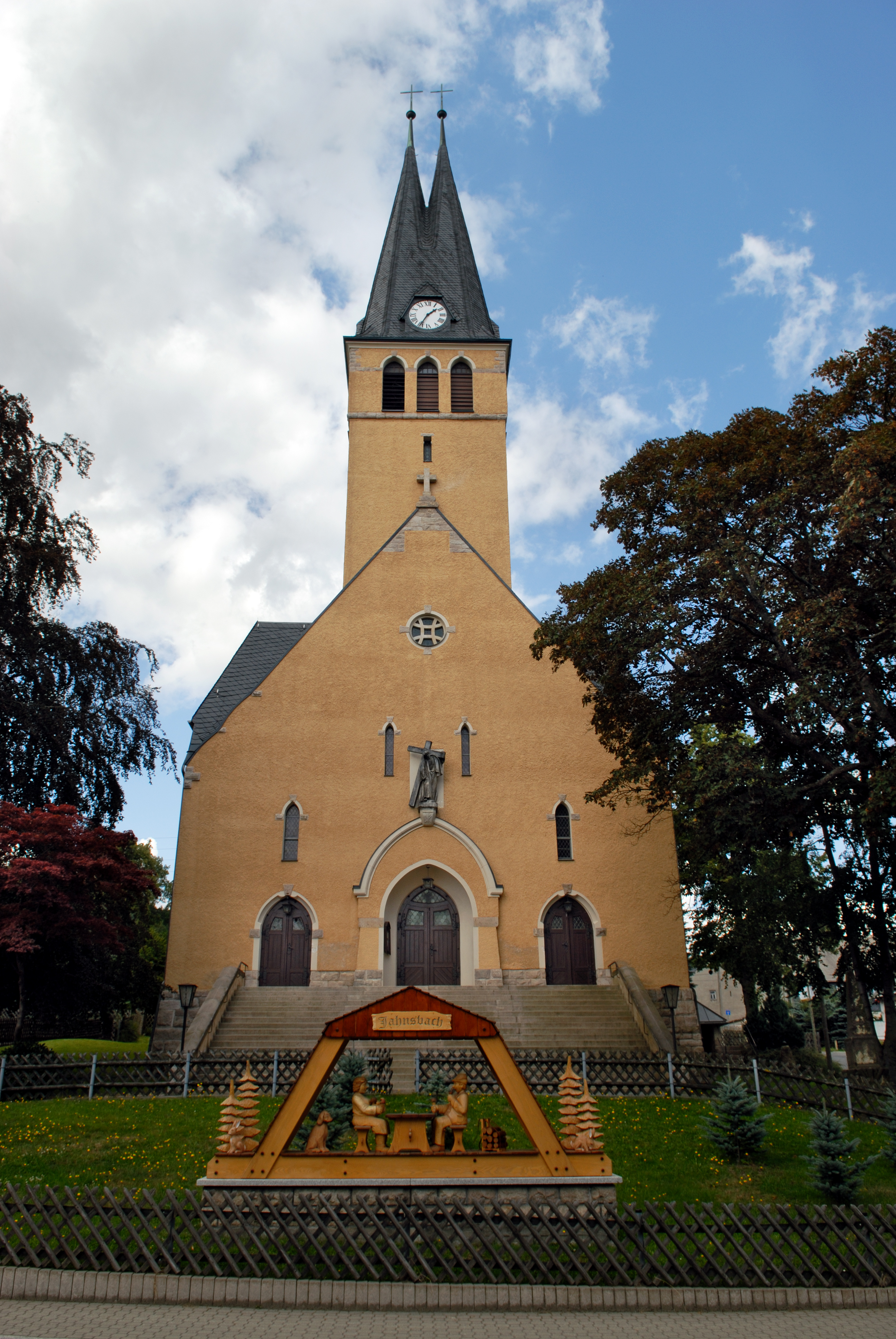
Kirche Jahnsbach

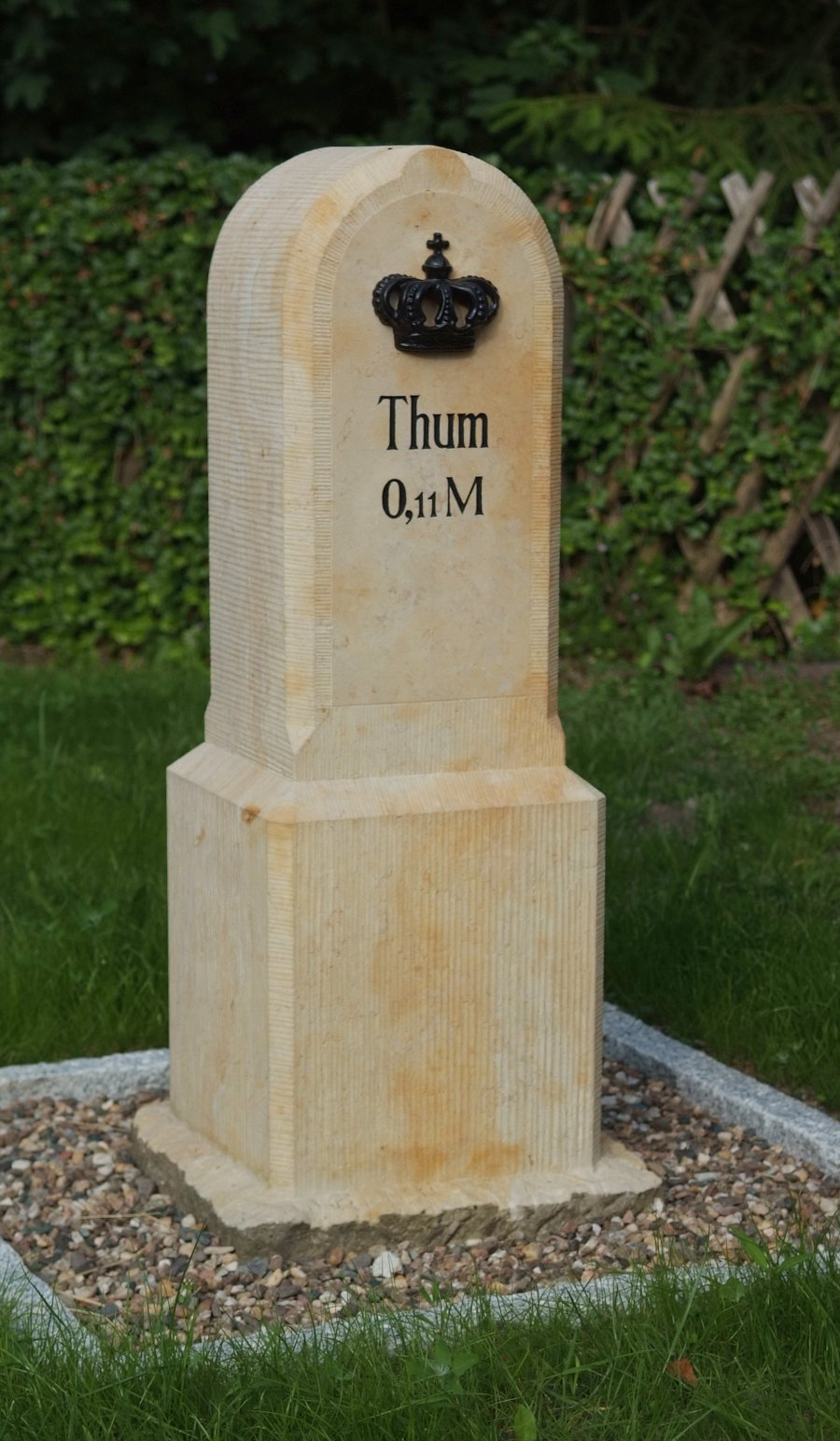
Restaurierter königlich-sächsischer Meilenstein in der Straße der Freundschaft

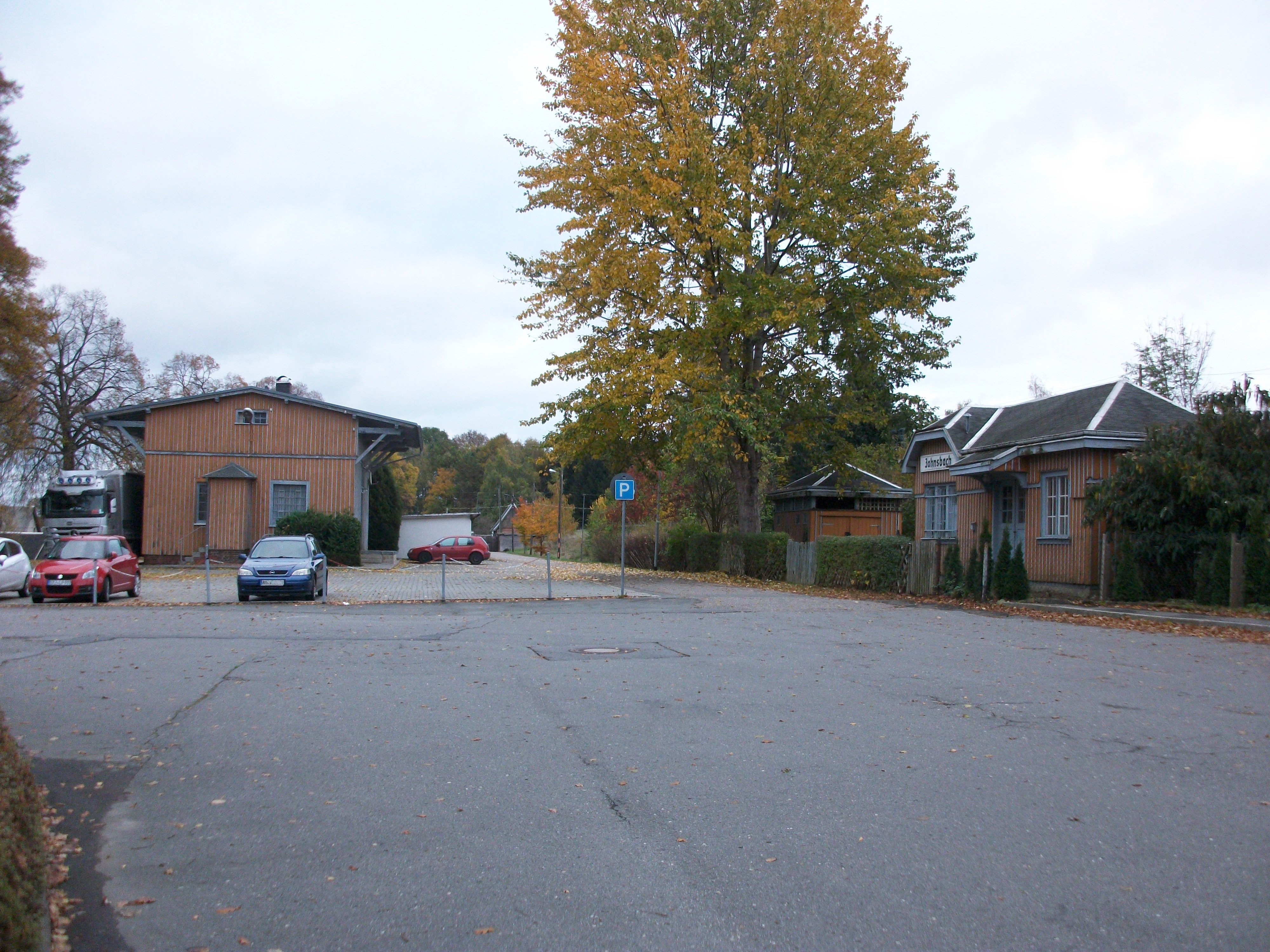
Haltestelle Jahnsbach (2016)

Die erste belegbare Erwähnung von Jhanspach datiert vom 24. November 1442 in einem Brief über den Verkauf des Ortes durch die bisherigen Grundherren Nikol Rabe und dessen Mutter Barbara an Hans Kagerer. Erster Grundherr ist um 1420 der Vater von Nikol Rabe, Hans Rabe.
In der ersten Hälfte des 16. Jahrhunderts erhielt Jahnsbach infolge kleiner Zinnerzvorkommen auf seinen Fluren einige Freiheiten, darunter: Braurechte, Vogelfang, freies Bauholz und vor allem Befreiung von allen Fronlasten „mit Hand und Pferd, dass sie ihrer geringen Nahrung und der Bergarbeit abwarten können“. Mit der Reformation 1537 kam Jahnsbach zur Parochie Thum, letzter katholischer und zugleich erster evangelischer Pfarrer war Valentin Mann.
1784 wurden durch Brände mehrere Wohngebäude und Ställe vernichtet. 1785 wurde die Strumpfwirker-Innung für Thum, Jahnsbach und Umgebung gegründet, das Gewerbe hielt um 1780 im Ort Einzug. Am 19. November 1800 erhielt Jahnsbach die kurfürstliche Genehmigung zum Bau einer eigenen Schule, die 1801 eingeweiht werden konnte. Erster und alleiniger Lehrer war Christian Friedrich Dost.
August Schumann nennt 1817 im Staats-, Post- und Zeitungslexikon von Sachsen Jahnsbach betreffend u. a.: 

„Es gehört schriftsäßig zum Rittergute Gelenau, hat eine Mühle von 3 Gängen und 400 Einwohner. Mit Einschluß von Gelenau hat es 364 Kühe. Im Jahr 1799 fertigten daselbst die Strumpfwirker 330 Duz. baumwollene Handschuhe, Mützen und Strümpfe; die Leinweber 25 Schocke Leinwand und die Spitzenklöpplerinnen 5440 Stücke Spitzen.“

1827 ließ Ehregott Hofmann eine Rasenbleicherei, die so genannte niedere Bleiche errichten, die 1891 von Robert Neubert in eine Dampfbleiche umgewandelt wurde. Um 1830 ließ Lobegott Wilsch eine zweite Bleiche, die so genannte obere Bleiche errichten. Am 5. Juli 1847 zerstörte ein Großbrand das Erbgericht sowie vier Wohnhäuser und die obere Bleiche.
Am 1. Mai 1849 wurde die patrimoniale Gerichtsbarkeit in Sachsen aufgehoben, die Gerichtsbarkeit über die Gemeinde Jahnsbach wurde dem Justizamt Wolkenstein übertragen. 1852 wurde ein neues Schulgebäude eingeweiht, 1855 wurden die Straßen nach Geyer und Hormersdorf als Notstandsarbeit gebaut. Am 13. September wurde ein neues, größeres Schulgebäude eingeweiht, bezogen wurde es von 384 Schülern. 1882 wurde ein Gewerbeverein gegründet, ein Jahr darauf die allgemeine Ortskrankenkasse, 1899 erfolgte der Anschluss Jahnsbachs an das Netz des Elektrizitätswerkes Thum.
Am 19. April 1904 erfolgte der erste Spatenstich zum Bau der Kreuzkirche. In Gegenwart der kirchlichen und politischen Würdenträger und unter großer Anteilnahme der Bevölkerung erfolgte am 2. Juni des Jahres die Grundsteinlegung und am 19. August die Einweihung des Friedhofes. Am 2. Oktober 1905 wurde die Weihe des Kirchenbaus als „Kreuzkirche“ durch Superintendent Schmidt aus Annaberg vollzogen, 1910–1911 wurde schließlich das Pfarrhaus errichtet.
Mit der Eröffnung der Verlängerung der Schmalspurbahn Schönfeld-Wiesa–Thum nach Meinersdorf erhielt Jahnsbach mit der gleichnamigen Station am 1. Oktober 1911 Eisenbahnanschluss. Am 29. September 1974 wurde der Personenverkehr eingestellt, der Güterverkehr folgte zum 1. Januar 1976, die Gleisanlagen wurden später rückgebaut.
Bei einem Luftangriff am 14. Februar 1945 wurden Jahnsbach und Thum bombardiert. In Jahnsbach brannten mehrere Bauerngüter und Fabriken. Der Schaden betrug mehr als 800.000 Reichsmark, eine Person kam ums Leben. 132 Jahnsbacher verloren im Zweiten Weltkrieg ihr Leben.
1960 wurde die LPG „Silberzeche“ gegründet.
Zum 1. Januar 1999 erfolgte der Zusammenschluss der bis dahin eigenständigen Gemeinden Herold und Jahnsbach mit der Stadt Thum.

## Entwicklung der Einwohnerzahl
| Jahr | Einwohnerzahl                   |
| ---- | ------------------------------- |
| 1551 | 22 besessene Mann, 25 Inwohner  |
| 1764 | 22 Gärtner, 20 Häusler, 2 Hufen |
| 1790 | 331                             |
| 1817 | 400                             |
| 1834 | 748                             |

| Jahr | Einwohnerzahl |
| ---- | ------------- |
| 1852 | 952           |
| 1871 | 1427          |
| 1875 | 1667          |
| 1880 | 2067          |
| 1890 | 2483          |

| Jahr | Einwohnerzahl |
| ---- | ------------- |
| 1895 | 2338          |
| 1910 | 2376          |
| 1925 | 2385          |
| 1939 | 2280          |
| 1946 | 2225          |

| Jahr | Einwohnerzahl |
| ---- | ------------- |
| 1950 | 2387          |
| 1964 | 2077          |
| 1971 | 2000          |
| 1990 | 1610          |
| 1998 | 1585          |

## Persönlichkeiten
- Christian Friedrich Scheithauer (1771–1846), Pädagoge, Astronom
- Bernhard Hofmann (1896–1982), SA-Führer
- Werner Richter (1924–2010), Flötist und Musikpädagoge
- Friedemann Schreiter (* 1951), Schriftsteller